# شکار (فیلم ۱۹۶۸)
شکار (به هندی: Shikar) فیلمی محصول سال ۱۹۶۸ و به کارگردانی آتما رام است. در این فیلم بازیگرانی همچون درمندرا، آشا پارک، سانجیو کومار، رحمان، هلن ایفای نقش کرده‌اند.